# Graf van Jozef
Het Graf van Jozef (Hebreeuws: קבר יוסף Kever Yosef, Arabisch: قبر يوسف, Kabr Yūsuf) is een gedenkplek met een cenotaaf, gelegen op de Westelijke Jordaanoever in een vallei tussen de bergen Gerizim en Ebal. Het gebouw staat ongeveer 300 meter ten noordwesten van de Bron van Jakob aan de rand van de stad Nablus, nabij Tell Balata, waar in de late bronstijd Sjakmu lag en later de plaats Sichem uit de Hebreeuwse Bijbel. Een Bijbelse traditie identificeerde Sichem als de laatste rustplaats van Jozef en zijn zoons Efraïm en Manasse. Door de eeuwen heen zijn vele plaatsen aangewezen als de legendarische begraafplaats van Jozef.

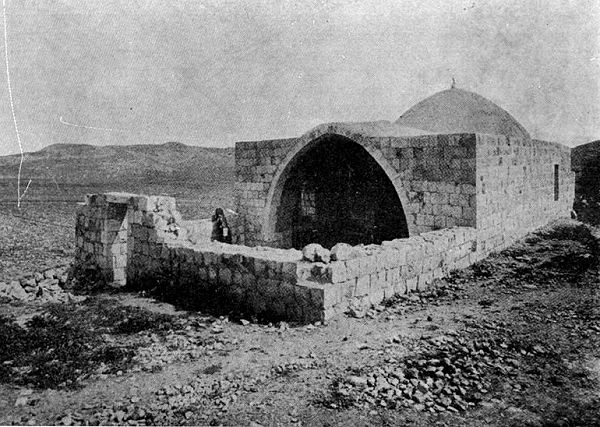
Het Graf van Jozef kort na 1900

De traditie van het Graf van Jozef voert terug tot de 4e eeuw n.Chr. Het is een van de belangrijkste heiligdommen voor de Samaritanen, maar ook door joden, christenen en moslims wordt de tombe vereerd. De huidige structuur van een kleine, rechthoekige ruimte met een cenotaaf, stamt uit 1868. Van oudere materialen is geen spoor meer te vinden.

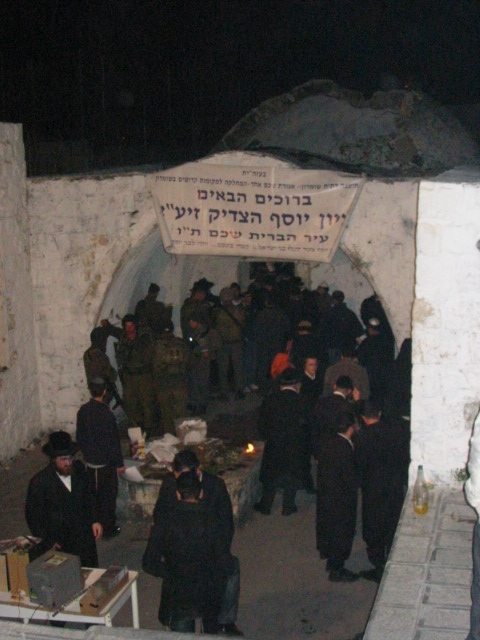
Chassidische joden op bedevaart bij het Graf van Jozef

## Historische beoordeling
Hoewel enkele wetenschappers de verhalen over Jozef als historisch of gebaseerd op historische feiten beschouwen, is de consensus dat deze "niet worden gestaafd door feiten". Over het algemeen wordt aangenomen dat de verhalen pas na de Babylonische ballingschap hun definitieve vorm kregen, maar hoe oud de oudste versies zijn en wanneer de verhalen de overgeleverde vorm kregen blijft onzeker.
Er is geen archeologisch materiaal dat bevestigt dat het hier daadwerkelijk gaat om het graf van Jozef. Hedendaagse wetenschap heeft nog niet kunnen vaststellen of de huidige cenotaaf wel staat op de plaats van de begraafplaats uit de Hebreeuwse Bijbel. Het gebrek aan Joodse en christelijke bronnen van voor de 5e eeuw die de graftombe noemen, doet vermoeden dat het voor de 4e eeuw een Samaritaanse plek was. Samaritaanse bronnen vermelden schermutselingen tussen Samaritanen en christenen die Jozefs beenderen wilden weghalen.

## Hedendaagse geschiedenis
Tijdens de Zesdaagse Oorlog in 1967 werd het heiligdom evenals de rest van de Westelijke Jordaanoever door het Israëlisch defensieleger veroverd. Sinds 12 december 1995 behoort Nablus tot het grondgebied van de Palestijnse Autoriteit. In de Oslo-akkoorden werd echter overeengekomen dat het Graf van Jozef een Israëlische enclave bleef. Niettemin kreeg de locatie te maken met hevige protesten van Palestijnse zijde.
Op 7 oktober 2000, aan de vooravond van Jom Kipoer werd het Graf van Jozef voor de eerste keer vernield door een Palestijnse menigte. Twee jaar later werd het heiligdom wederom op Jom Kipoer beschadigd, gevolgd door vernielingen in februari 2003.
Op 24 april 2011 werd een lid van een groep chassidische joden gedood door de Palestijnse politie tijdens een poging het Graf van Jozef te bezoeken. Volgens verklaringen van zowel de Palestijnse autoriteiten als het Israëlische leger was deze groep gelovigen zonder toestemming de Palestijnse gebieden binnengereisd. De gedode Israëliër was de 24-jarige neef van Limor Livnat, Israëlisch minister van Cultuur en sport.
Op 16 oktober 2015 werd de graftombe van Jozef opnieuw zwaar beschadigd, toen door tientallen Palestijnse jongeren molotovcocktails werden gegooid in de ruimte waar deze staat. Palestijnse veiligheidsfunctionarissen grepen hierbij in.